# Sepahat
Sepahat is een bestuurslaag in het regentschap Bengkalis van de provincie Riau, Indonesië. Sepahat telt 1204 inwoners (volkstelling 2010).